# Charles Jacmart
Charles Jacmart, né à Fumay en 1773 et décédé à Saint-Josse-ten-Noode le 11 octobre 1849 (enterré au cimetière de Laeken), est un médecin belge, professeur puis recteur magnifique de l'université d'État de Louvain, puis professeur à l'Université libre de Bruxelles (1838-1845).
Il avait épousé à Paris le 22 mars 1813, Stéphanie Bauchau, née à Namur en 1788 et décédée à Bruxelles le 26 décembre 1863.
Était attaché aux ambulances lors de la bataille d'Eylau en 1807.

## Sa formation
Il étudia à l'ancienne université de Louvain où il devint licencié ès Arts le 23 août 1791 et licencié en médecine le 4 juillet 1794. Il devint encore licencié ès sciences et docteur en médecine de l'Université de Paris en 1811.

## Sa carrière professorale
Attiré par l'enseignement, il fit une carrière académique et devint successivement :
- 1798 à 1803 : professeur d'histoire naturelle à l'École centrale de Sambre-et-Meuse à Namur.
- 1803 à 1813 : professeur de mathématiques supérieures à l'université de Mayence[2].
- 1816: par arrêté royal du 23 septembre 1817, il fut nommé professeur à la faculté de médecine de l'université d'État de Louvain. Il y donna les cours de matière médicale, médecine légale, diététique, clinique, thérapeutique générale et spéciale.
- 1819 à 1820, il fut secrétaire de cette université.
- 1822 à 1823, de 1830 à 1831 et de 1831 à 1832, il en fut recteur magnifique.
- 1838 : il fut nommé le 8 février 1838 professeur à la faculté de médecine de l'Université libre de Bruxelles où il enseigna jusqu'en 1845, les cours de médecine légale, de police médicale et d'histoire de la médecine.

## Publications
Il est l'auteur de plusieurs ouvrages scientifiques.